# آبی (فیلم ۱۹۶۸)
آبی (انگلیسی: Blue) فیلمی وسترن است که در سال ۱۹۶۸ منتشر شد. از بازیگران آن می‌توان به ترنس استامپ، کارل مالدن، مایکل بل، ریکاردو مونتالبان و سالی کیرکلند اشاره کرد.